# Shea Stadium
Shea Stadium – nieistniejący stadion baseballowy w Queens w Nowym Jorku, na którym swoje mecze rozgrywał zespół New York Mets. Arena Meczu Gwiazd w 1964 roku.
Budowę obiektu rozpoczęto w październiku 1961. Pierwszy mecz rozegrano 17 kwietnia 1964; spotkanie New York Mets – Pittsburgh Pirates obejrzało 50 312 widzów. W latach 1974–1975 na Shea Stadium występował klub New York Yankees, gdyż obiekt Yankee Stadium przechodził renowację. Ostatni mecz odbył się 28 września 2008. 
Na Shea Stadium miały miejsce również koncerty (między innymi The Beatles, Janis Joplin, Paula Simona, Creedence Clearwater Revival, Steppenwolf, Erica Claptona, Milesa Davisa, Bruce'a Springsteena, The Who, Simon & Garfunkel, The Police, The Rolling Stones), mecze futbolu amerykańskiego i piłkarskie, a także msza odprawiona przez papieża Jana Pawła II w 1979. 
Stadion zburzono w 2009 roku, a w jego miejscu powstał parking przy nowo wybudowanym stadionie Citi Field, mogącym pomieścić 42 000 widzów.